# Charles Bell (Mediziner)

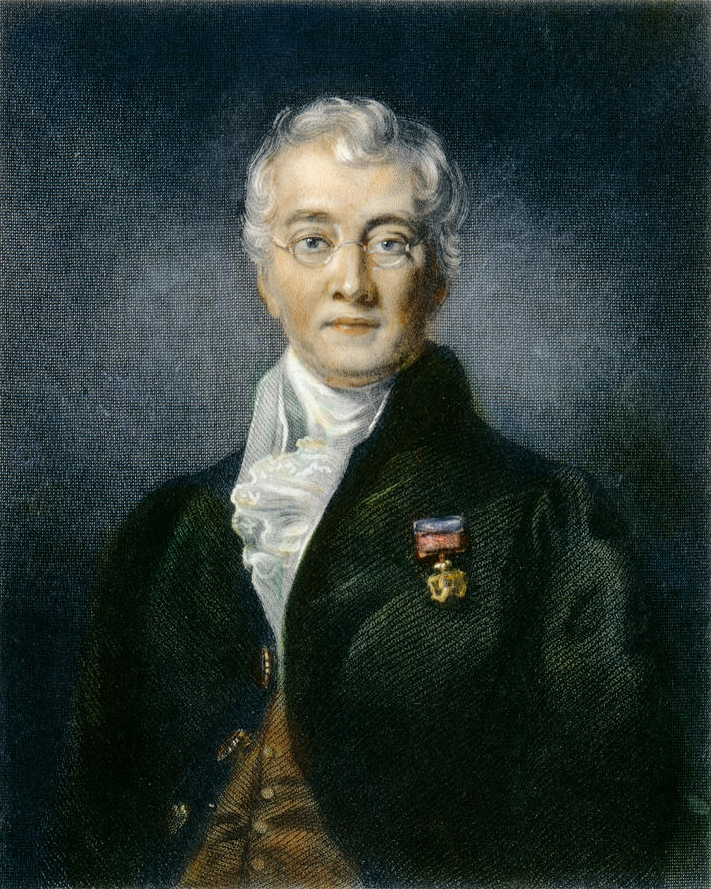
Charles Bell, 1839

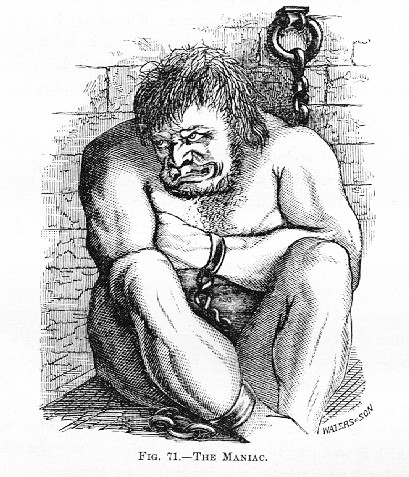
The Maniac, von Bell 1806 angefertigt.

Sir Charles Bell (* 12. November 1774 in Doun in Monteath/Edinburgh; † 28. April 1842 in Hallow Park/Malvern Hills bei Worcester) war ein schottischer Anatom und Physiologe.

## Leben und Wirken
Bell, ein Schüler von William Hunter, war ab 1828 Professor in London und ab 1836 Professor und Lehrstuhlinhaber der Chirurgie in Edinburgh.
Bell entdeckte, dass die peripheren Nerven mit bestimmten Teilen des Gehirns in Verbindung stehen. 1811 formulierte er die These (1827: Bellsches Gesetz), dass die hinteren Spinalnervenäste sensorische, während die vorderen nur motorische Funktion haben. Diese Annahme wurde 1822 von François Magendie bestätigt. Diese funktionelle Trennung der Spinalwurzeln wird heute auch Bell-Magendie-Gesetz genannt.
In seinem Werk von 1833 macht sich Bell Gedanken darüber, wie die aufrechte Haltung des Menschen zustande kommt. Er bezeichnet das Bewusstsein für Bewegung und Körperhaltung, also für die Muskeltätigkeit als „sechsten Sinn“ und „Bewegungs- und Lagesinn“.
Weitere Bezeichnungen in der Medizin sind die Bellsche Parese (eine Lähmung des Nervus facialis), das Bell-Phänomen (Aufwärtsrotation des Augapfels während des Lidschlusses, klinisch zu beobachten bei einer Fazialisparese, da hier kein Lidschluss erfolgt) sowie der Bell-Spasmus (unwillkürliches Zucken der Gesichtsmuskeln).

## Ehrungen
Seit 1808 war Bell Mitglied („Fellow“) der Royal Society of Edinburgh. Am 16. November 1826 wurde er als Mitglied („Fellow“) in die Royal Society gewählt, die ihm 1829 die Royal Medal verlieh.
1831 wurde Bell als „Ritter“ des Guelphen-Ordens geadelt.

## Schriften (Auswahl)
- Essays on the Anatomy of Expression in Painting. 1806.
- New Idea of Anatomy of the Brain. 1811.
- An exposition of the natural system of the nerves of the human body. With a republication of the papers delivered to the Royal Society, on the subject of the nerves. London 1824.
- The Nervous System of the Human Body. 1830.
- The hand. Its mechanism and vital endowments as evincing design. William Pickering, London 1833 (Digitalisat) – Bridgewater Treatise Nr. 4.
  - 2. Auflage, William Pickering, London 1833 (Digitalisat).
  - 3. Auflage, William Pickering, London 1834 (Digitalisat).
  - 4. Auflage, William Pickering, London 1837 (Digitalisat).
  - 6. Auflage, John Murray, London 1860 (Digitalisat).
  - 5. Auflage, John Murray, London 1852 (Digitalisat, Digitalisat).
  - 7. Auflage, Bell & Daldy, London 1865 (Digitalisat).
  - 9. Auflage, George Bell & Sons London 1874 (Digitalisat).
  - 8. Auflage, George Bell & Sons London 1875.
  - Die menschliche Hand und ihre Eigenschaften (= Die Natur, ihre Wunder und Geheimnisse, oder die Bridgewater-Bücher Band 1). Paul Neff, Stuttgart 1836 (Digitalisat, Digitalisat) – übersetzt von Hermann Hauff.
  - Beschouwing der menschelijke hand. Van der Post, Utrecht 1836 (Digitalisat).